# Jacob Black
Jacob Black er en fiktiv person i fantasyserien Twilight-sagaen af Stephenie Meyer.
Jacob Black er Bellas bedste ven, og han optræder i Twilight, New Moon, Eclipse og Breaking Dawn. Han er en Quileute-indianer og kan forvandle sig til en varulv.
Han bor sammen med sin far, Billy Black, i et indianerreservat. Hans mor er død. 
Han har to storesøstre, der er tvillinger, Rachel og Rebecca Black. Ingen af dem bor hjemme mere. Rachel går på collage, og Rebecca er gift med en surfer og bor på Hawaii.  
Bella møder Jacob første gang i Twilight, hvor hun er nede på stranden, La Push, sammen med nogle venner. Her lokker hun Jacob til at fortælle hende nogle gamle quileute-legender, som han selv bare anser som "scary stories". Legenderne leder dog Bella ind på, hvad Edward og hans familie virkelig er, og senere hjælper det hende til at gætte, hvad Jacob er/bliver. 

## Rolle i bøgerne

### New Moon
I New Moon udvikler Bellas og Jacobs venskab sig. Efter en stor omvæltning i Bellas liv tilbringer hun stort set al sin fritid sammen med Jacob.
I hvert fald indtil Jacob bliver til en varulv og undgår hende under ordre fra Sam Uley, flokkens leder.
Bella lader sig dog ikke sådan affeje og bliver ved med at opsøge ham, indtil han finder på en måde at fortælle hende sandheden på.
Da Victoria, en vampyr der er ude efter Bella, kommer tilbage for at dræbe hende i New Moon, er det varulvene, der beskytter hende. 
Bella elsker Jacob som en bror, men til hendes store ærgrelse bliver Jacob forelsket i hende. 
Deres venskab går i stykker, da Cullen-familien vender tilbage til Forks, da vampyrer og varulve er dødsfjender.

### Eclipse
I Eclipse lykkes det dem at opbygge deres venskab igen, selvom der er noget mere anspændt og besværligt end før. 
Jacob er meget åben om, at han er forelsket i Bella, hvilket fører til et endnu mere anspændt forhold mellem ham og Edward. 
I slutningen af Eclipse indser Bella, at hun er forelsket i Jacob, men ikke nok til at ændre, at hun stadig elsker Edward endnu højere.
I slutningen af Eclipse, hvor Jacob kan se at slaget er tabt, og at Bella elsker Edward højest, stikker han af hjemmefra og lever et vildt liv som ulv. 

### Breaking Dawn
I Breaking Dawn kommer han dog tilbage for at sige farvel til hende til hendes og Edwards bryllup. 
Da de kommer tilbage fra bryllupsrejsen, er han sikker på at Edward har gjort hende til en vampyr og ude af sig selv af sorg og raseri, prøver han at overtale de andre varulve til at angribe Cullen-familien, da de ved at bide Bella har brudt fredstraktaten mellem vampyrer og varulve. 
Sam nægter dog at angribe, så længe der ikke er beviser for, at Bella er blevet til en vampyr eller dræbt i forsøget på at blive en. 
Jacob opsøger derfor familien Cullen. Til hans lettelse er Bella ikke blevet en vampyr. Hans lettelse bliver dog til rædsel, da han finder ud af at Bella er gravid, og det er ved at tage livet af hende. Hun nægter at lade Carlisle fjerne barnet og insisterer på at gennemføre graviditeten. 

## Filmatisering
Taylor Lautner spiller rollen som Jacob Black i filmen Twilight og de efterfølgende filmatiseringer.